# Route nationale 530
Die N530 war von 1933 bis 1973 eine französische Nationalstraße, die zwischen der N91 südöstlich von Le Bourg-d’Oisans und La Bérade verlief. Ihre Länge betrug 25 Kilometer.